# بيتر هيبلر
بيتر كلوك هيبلر-زميل فخري في الجمعية الميكروسكوبية الملكية (مواليد 1936) هو الأستاذ الفخري لقسطنطين جي جيلجوت وراي إيثان توري في قسم علم الأحياء بجامعة ماساتشوستس في أمهيرست الذي اشتهر بعمله على توضيح أدوار الكالسيوم، والأغشية، والهيكل الخلوي في تطور الخلايا النباتية وحركة الخلية.

## الحياة الشخصية
ولد بيتر كلوك هيبلر في 29 أكتوبر 1936، في دوفر في نيو هامبشاير، للأبوين جيسي ريموند هيبلر وريبيكا أورفا بيترسون هيبلر. تزوج مارغريت (بيجي) دينيسون هانت في 7 مارس 1964. ولهما ثلاثة أطفال: سارة وآنا ولوكاس. بيتر وبيجي لديهما ستة أحفاد: فين وليف ولويزا (لولو) وجيسي وماريت وهاكون. في مقابلة نُشرت في النشرة الإخبارية للجمعية الأمريكية لعلماء الأحياء النباتية، سُئل هيبلر، «ما هي أغلى ممتلكاتك؟» أجاب: «عائلتي، لكني لا أمتلكهم.» يعيش بيتر وبيغي هيبلر في مزرعة في بيلهام، ماساتشوستس أسسها جون جراي  في 1740 وهي الآن جزء من صندوق كيستريل لاند.

## الحياة الجامعية
تخرج بيتر هيبلر من مدرسة دوفر الثانوية عام 1954. حصل على درجة البكالوريوس في الكيمياء من جامعة نيو هامبشاير عام 1958، وحصل على درجة الدكتوراه في بيولوجيا الخلايا النباتية من جامعة ويسكونسن عام 1964، ودرس دور الأنابيب الدقيقة القشرية في نمو الخلايا النباتية مع إلدون نيوكومب. بعد حصوله على الدكتوراه، عمل هيبلر في معهد والتر ريد للأبحاث التابع للجيش حتى عام 1966، حيث درس طفيليات الملاريا. عاد هيبلر بعد ذلك إلى جامعة ويسكونسن للحصول على زمالة ما بعد الدكتوراه  ثم أصبح زميلًا لما بعد الدكتوراه مع كيث بورتر في جامعة هارفارد من عام 1966 إلى عام 1967، حيث واصل بحثه عن الأنابيب الدقيقة مع التركيز على دورهم في الجهاز الانقسامي والفراغموبلاست لخلايا السويداء من نبات زنبق الدم. بعد أن كان أستاذًا مساعدًا في جامعة ستانفورد، انضم هيبلر إلى هيئة التدريس في قسم علم النبات في جامعة ماساتشوستس في أمهيرست. كان أستاذًا مشاركًا من عام 1977 إلى عام 1980، وأستاذًا من عام 1980 إلى عام 1989، وأصبح أستاذًا لراي إيثان توري في عام 1989 وأستاذًا لقسطنطين جلجوت في عام 1998. تقاعد هيبلر من قسم الأحياء بصفته أستاذ فخري لقسطنطين جي جلجوت وراي إيثان توري، على الرغم من استمراره في إجراء البحوث. أمضى هيبلر العديد من فصول الصيف في التدريس وإجراء الأبحاث في مختبر الأحياء البحرية في وودز هول، ماساتشوستس. كما شارك هيبلر في تعاون دولي متعدد السنوات مع بريان جانينج.
كان هيبلر محررًا مشاركًا لمجلة البروتوبلازما من 1994 إلى 2001 ومحررًا مشاركًا في مجلة فسيولوجيا النبات من 1998 إلى 2000. وكان عضوًا في هيئة تحرير المجلة السنوية لفسيولوجيا النبات وفسيولوجيا النبات والخلية، ومجلة علم الخلايا تحت المجهر، وحركة الخلية والهيكل الخلوي ومجلة مقالات علم الأحياء.[بحاجة لمصدر]

## بحث
تتمثل طريقة هيبلر العلمية في معرفة المؤلفات النباتية الكلاسيكية تمامًا ثم تطوير أو تطبيق تقنيات فيزيائية كيميائية حديثة للإجابة على الأسئلة البيولوجية البارزة والشاملة باستخدام نباتات مناسبة تمامًا للإجابة على هذه الأسئلة. وبذلك، فتح هيبلر مجالات بحث كاملة. قام هيبلر بعمل رائد في إظهار علاقة العناصر المجهرية للهيكل الخلوي بالخصائص العيانية لنمو النبات وتطوره ووظيفته. كما قام بعمل رائد في مجال الرابطة البلازمية، ووظيفة الثغر، ودور الكالسيوم في تطوير النبات وفي تطوير التقنيات المفيدة للإجابة على الأسئلة باستخدام الضوء والمجهر الإلكتروني. منشورات هيبلر العلمية مع باري بالفيتز جديرة بالملاحظة لاقتباسها من وودي آلن ويوغي بيرا.
وصف هيبلر إدراكه للتأثير في مراجعة كتبه هو وباليفيتز على الأنابيب الدقيقة والألياف الدقيقة «لتقديم أفكار جديدة وسبل واعدة للبحث في المستقبل» مع حس الفكاهة المميز الذي ينتقد ذاتيًا: «لقد أدركت أن المراجعة كانت تُقرأ على نطاق واسع في صيف (1979) أثناء عملي في المكتبة في مختبر الأحياء البحرية. التفتُّ إلى حجم المكتبة الخاص بالمراجعة السنوية لعلم وظائف الأعضاء النباتية الذي احتوى على ورقتنا، وعندما أنزلت المجلد، فُتِح حرفياً على مقالتنا. تشير الحواف البالية على الصفحات والتصحيحات المقلمة بالقلم الرصاص لجميع الأخطاء الإملائية وعلامات الترقيم إلى أنه تم الاطلاع على الفصل بدقة».
يعتبر هيبلر، بالإضافة  ليدبيتر وبورتر، مشاركًا في اكتشاف الأنابيب الدقيقة.

### الأنابيب الدقيقة وشكل الخلية
في أواخر عام 1962 وأوائل عام 1963، اختبر هيبلر الإجراء المطور حديثًا باستخدام الإصلاح المسبق للجلوتارالدهيد متبوعًا بالتركيب اللاحق للأوزميوم لدراسة بنية الخلية النباتية باستخدام المجهر الإلكتروني. بناءً على العمل السابق الذي قام به سينوت وبلوخ، الذين أظهروا أن إصابة عناصر القصبة الهوائية الموجودة في جذع نبات البيدة تسبب في تحفيز خلايا البرنشيمة المجاورة لتتمايز إلى عناصر جديدة في القصبة الهوائية، أظهر هيبلر أن الأنابيب الدقيقة السيتوبلازمية عُيّن موقعها بالتحديد في السيتوبلازم القشري مباشرة  فوق حُزم ثخينة من الجدران الخلوية الثانوية الجديدة. علاوة على ذلك، اكتشف هيبلر أن الأنابيب الدقيقة كانت موجهة بالتوازي مع الألياف الدقيقة السليلوزية لسمك الجدار الثانوي الذي شُكّل حديثًا. أثبت هذا العمل  جنبًا إلى جنب مع دراسات ليدبيتر وبورتر وجرين  أهمية الأنابيب الدقيقة القشرية في التحكم في محاذاة ألياف السليلوز الدقيقة في جدار الخلية. أظهر المزيد من العمل مع باري بالفيتز أن الأنابيب الدقيقة كانت مشاركة في توجيه ألياف السليلوز الدقيقة في جدران الخلايا الحامية في نمط من الميكروبات الشعاعية الضرورية لوظيفة الثغر. طور هيبلر، جنبًا إلى جنب مع فريق الزوج والزوجة من ديل كالاهام وسو لانسيل، طريقة لتحقيق التثبيت السريع لتجميد الخلايا النباتية الصغيرة بشكل خاص والتي أظهرت أن الأنابيب الدقيقة القشرية مرتبطة ارتباطًا وثيقًا ببعضها البعض، والألياف الدقيقة الأكتينية، والشبكة الإندوبلازمية وغشاء البلازما.

### الأنابيب الدقيقة وحركة الخلية
بناءً على عمل شينيا اينو وأندرو باجر باستخدام الفحص المجهري للضوء المستقطب، استخدم هيلبر المجهر الإلكتروني لتوضيح طبيعة ملحقات الأنابيب الدقيقة/ الكروموسوم في الحيز الحركي، بالإضافة إلى ترتيب الأنابيب الدقيقة في الفراغموبلاست أثناء تطوير جدار الخلية الجديد، حيث شوهدت الأنابيب الدقيقة من كلا جانبي الفراغموبلاست تتداخل مع بعضها البعض في مستوى صفيحة الخلية.
أدرك هيبلر أن الأنابيب الدقيقة عبارة عن هياكل ديناميكية تم نشرها في مواقع مختلفة في جميع أنحاء الخلية، وأصبح مهتمًا بالآليات المشاركة في تنظيم الأنابيب الدقيقة في الخلايا التي تفتقر إلى مركز تنظيم الأنابيب الدقيقة المعروف باسم الجسيم المركزي. من أجل فهم كيفية إنشاء مراكز تنظيم الأنابيب الدقيقة، قام هيلبر بفحص تكوين دي نوفو من جسم قاعدي في الخلايا المنوية لنبات البرسيم المائي المشعر. يولد الجسم القاعدي في كل نطفة 100-150 جسمًا قاعديًا، كل منها يؤدي إلى ترتيب 9+2 للأنابيب الدقيقة في الهدب. أثناء الطور النهائي للانقسام قبل الأخير، تظهر مادة متدفقة بالقرب من الشقوق على الأسطح البعيدة للنواة الابنة. أثناء الطور التمهيدي للانقسام النهائي الذي يؤدي إلى ظهور نُطف، تتكثف المادة المتدفقة بالقرب من كل نواة لتكوين جسمين قاعديين، ينفصلان بعد ذلك، يذهب أحدهما إلى كل نطفة.
بينما كان هيبلر ناجحًا في تحديد مجموعة من المواد التي تمتلك قدرة تنظيم الأنابيب الدقيقة، لم يكن قادرًا على تحديد الآليات الفيزيائية الحيوية المشاركة في التنظيم. بعد أن اكتشف ريتشارد وايزنبرغ  أن بلمرة الأنابيب الدقيقة حساسة لتركيز الكالسيوم، أدرك هيبلر أنه قد لاحظ بالفعل ارتباطًا وثيقًا بين عناصر الشبكة الإندوبلازمية والأنابيب الدقيقة في الجهاز الانقسامي وفي فراغموبلاست واقترح أن هذه الأغشية قد تعمل في السيطرة على تركيز الكالسيوم الحر في جهاز الانقسام. إلى جانب سوزان ويك وستيف وولنياك، أظهر هيبلر أن الشبكة الإندوبلازمية تحتوي على مخازن من الكالسيوم واقترح أن الشبكة الإندوبلازمية قد تتحكم محليًا في تركيز الكالسيوم وبالتالي بلمرة/ إزالة بلمرة الأنابيب الدقيقة. لاحقًا، لاحظ هيبلر، جنبًا إلى جنب مع ديل كالاهام، وداهونج زانج، وباتريشيا وادزورث، أيونات كالسيوم عابرة أثناء الانقسام وأظهروا وأظهرت أن الحقن المجهري لأيونات الكالسيوم في المغزل الانقسامي ينظم بالفعل إزالة بلمرة الأنابيب الدقيقة وحركة الكروموسومات إلى القطبين أثناء الانقسام.

### الأنابيب الدقيقة والتدفق السيتوبلازمي
حدد هيبلر الخيوط الدقيقة للأكتين في حزم عند واجهة الإكوبلازم-الإندوبلازم للخلايا الباطنية للنيتيلا من خلال إظهار أن الحزم تربط الميروميوسين الثقيل، مما يعطي ترتيب رأس السهم المميز. تمتلك الخيوط الدقيقة الأكتينية القطبية الصحيحة لتكون جزءًا من محرك الأكتوموسين الذي يوفر القوة الدافعة للتدفق السيتوبلازمي في هذه الخلايا الطحلبية العملاقة.

### الكالسيوم وتنمية النبات
أظهر هيبلر أن أيونات الكالسيوم هي المنظم المركزي لنمو النبات وتطوره مما يدل على وجه التحديد على أن الكالسيوم مهم لنمو الأطراف وفي عمل الصبغة النباتية  والسيتوكينين.

### نمو أنبوب حبوب اللقاح
تهدف أبحاث هيبلر حاليًا إلى إيجاد المكونات الأيونية والجزيئية التي تشكل جهاز تنظيم الذبذبات الذي ينظم النمو التذبذبي لأنابيب حبوب اللقاح. وقد أظهر أن أيونات الكالسيوم والبروتونات ضرورية للنمو. توجد أيونات الكالسيوم الخالية داخل الخلايا في تدرج ينخفض من 3000 نانومتر عند الطرف إلى 200 نانومتر على بعد20 ميكرومتر من الحافة وينخفض تدرج البروتونات داخل الخلايا من الرقم الهيدروجيني 6.8 عند الطرف إلى الرقم الهيدروجيني 7.5 على بعد 10-30 ميكرومتر من الطرف. تنتج التركيزات الأعلى من أيونات الكالسيوم والبروتونات داخل الخلايا عند الطرف عن تموضع تدفق هذه الأيونات عند الطرف. تتدفق البروتونات في منطقة على جانبي الأنبوب تتوافق مع موقع الشريط القلوي داخل الخلايا. الطاقة مطلوبة لنمو أنبوب حبوب اللقاح وقد تتوسط مضخة البروتونات التدفق. أظهر هيبلر أن حجم الكالسيوم داخل الخلايا وتدرجات البروتون والتدفق خارج الخلية لهذه الأيونات يتأرجح مع فترة 15-50 ثانية. تتطابق هذه الفترة مع فترة التذبذب في معدل نمو أنبوب حبوب اللقاح، ومع ذلك، فإن ذروة الكالسيوم داخل الخلايا تتبع ذروة معدل النمو بمقدار 1-4 ثوانٍ، وتتبع ذروة الكالسيوم خارج الخلية ذروة معدل النمو بمقدار 11-15 ثانية. يشير التأخير بين قمم الكالسيوم خارج الخلية وداخل الخلايا إلى أن أيونات الكالسيوم لا تدخل على الفور إلى تجمع السيتوبلازم. يفترض هيبلر أن تدفق الكالسيوم خارج الخلية لا يتحكم فيه غشاء البلازما إنما بالتغيرات في خصائص الارتباط الأيوني للبكتين داخل جدار الخلية. يفرز البكتين في شكله الميثيليستر غير المشحون. بعد ذلك، ينتج عن ميثيل إستريز البكتين الموجود في الجدار إزالة الأسترة لمجموعات الميثيل التي تنتج بقايا الكربوكسيل التي تربط الكالسيوم وتشكل جسورًا متقاطعة مع بكتات الكالسيوم. قد يمثل ارتباط الكالسيوم هذا الجزء الأكبر من التيار المرصود خارج الخلية. قد يوجه تدرج الكالسيوم داخل الخلايا موقع إفراز مكونات جدار الخلية التي تحدد اتجاه نمو أنبوب حبوب اللقاح.
تشتمل العناصر داخل الخلايا التي تساهم في نمو أنبوب حبوب اللقاح على النقل بوساطة الأكتين للحويصلات الإفرازية المشتقة من جولجي والممتلئة بأجسام متجانسة من الميثيل استريفايد من وميثيل استيراز البكتين المركب على الشبكة الاندوبلازمية إلى الطرف المتنامي. يتنبأ إفراز الحويصلات عند الطرف المتنامي بزيادة معدل النمو، مما يشير إلى إن الانغلاف الناتج عن ضغط الانغماس في البكتين الميثيليستيرييد في جدار الخلية عند الطرف المتنامي وإزالة ميثيل الأستيراز اللاحق بواسطة البكتين ميثيل إستيراز قد يريح جدار الخلية عن طريق كشط روابط بكتات الكالسيوم الحاملة لأيونات الكالسيوم. وهذا من شأنه أن يؤدي إلى معدل نمو متأخر قليلاً ولكنه متزايد. إزالة مجموعات الميثوكسي في البكتين على جوانب القبة القمية يكشف مجموعات الكربوكسيل سالبة الشحنة. ثم تربط الأجسام المتجانسة موجبة الشحنة (أيونات الكالسيوم) وتصبح أكثر صلابة حيث أن القبة القمية الجديدة، والتي ستضم المزيد من البكتين الميثيليستيرييد وميثيل إستيراز البكتين، تنمو بعيدًا عن الأجنحة المتصلبة المكونة من بكتات الكالسيوم. تركيز أيونات الكالسيوم الخارجي أمر بالغ الأهمية. عندما يكون تركيز أيونات الكالسيوم الخارجي أقل من 10 ميكرومتر، تكون كمية بكتات الكالسيوم منخفضة جدًا بحيث يكون جدار الخلية ضعيفًا جدًا وينفجر أنبوب حبوب اللقاح. عندما يكون تركيز أيونات الكالسيوم الخارجي أعلى من 10 ملي مولار، تكون كمية بكتات الكالسيوم عالية جدًا بحيث يكون جدار الخلية صلبًا جدًا ولن ينمو أنبوب حبوب اللقاح.

## الأوسمة والجوائز
- في عام 1975، كان هيبلر هو الفائز الرابع بجائزة جانيت سيرون بيلتون التي تمنحها الجمعية النباتية الأمريكي، لأن «دراساته التحليلية والتجريبية المخترقة للبنية التحتية الدقيقة للخلايا المتمايزة قد ساهمت بشكل كبير ودائم في إدراكنا للتشكل الحيوي في المستوى الخلوي. على وجه الخصوص، قدم عمله على البنية التحتية الدقيقة للتمييز بين عناصر النسيج الخشبي، ودور الأنابيب الدقيقة والألياف الدقيقة، والتحكم في اتجاه المغازل الانقسامية في الخلايا المتمايزة، رؤى جديدة تحمل وعودًا كبيرة للمستقبل».[79]
- في عام 2007، عُيّن هيبلر زميلًا افتتاحيًا للجمعية الأمريكية لعلماء الأحياء النباتية.[80]
- في عام 2010، انتُخب هيبلر زميلًا في الجمعية الأمريكية لتقدم العلوم لمساهماته «كواحد من أكثر علماء بيولوجيا الخلايا النباتية نفوذاً، والذي حقق باستمرار ويستمر في تحقيق الانجازات التي وجهت اتجاهات البحث للعديد من علماء النبات.»[21][22][81]
- في عام 2011، كُرّم هيبلر بجائزة تشارلز ريد بارنز لعضوية الحياة من الجمعية الأمريكية لعلماء الأحياء النباتية.[82]
- في عام 2015، عُيّن هيبلر زميلًا فخريًا في الجمعية الميكروسكوبية الملكية لمساهماته في علوم النبات، بما في ذلك نشر التقرير الأول الذي يشير إلى محاذاة مشتركة للأنابيب الدقيقة مع أنابيب السليلوز الدقيقة في جدار الخلية.[83][84]
- سُميت منحة باسم هيبلر تكريمًا له. تدعم منحة أبحاث بيتر هيبلر البحث الجامعي حول مسألة بيولوجية في مختبر أو مكان ميداني خارج الولايات المتحدة.[85]
- عقد برنامج الدراسات العليا لبيولوجيا النبات في جامعة ماساتشوستس أمهيرست ندوة في 14 أكتوبر 2017، بعنوان: التقاط العمارة الديناميكية للخلايا: تكريم المهنة عالية الدقة لبيتر هيبلر. احتفل الأصدقاء والعائلة والطلاب والزملاء بحياته وإسهاماته في بيولوجيا الخلايا النباتية.[86]